# Piet Rossou
Petrus Paulus Theresia Catharina Johanna (Piet) Rossou (Vught, 10 juli 1939 - Oud Gastel, 19 juni 2018) was een Nederlands politicus van het CDA.
Na enige tijd wethouder in Vught te zijn geweest werd hij in november 1986 benoemd tot burgemeester van Oud en Nieuw Gastel. In 1995 werd hij daarnaast waarnemend burgemeester van Ossendrecht. Bij de gemeentelijke herindeling van Noord-Brabant op 1 januari 1997 werden beide gemeenten opgeheven. Later dat jaar was hij een half jaar waarnemend burgemeester van Thorn en van 1999 tot 2003 was Rossou waarnemend burgemeester van Waalre. Midden 2018 overleed hij op 78-jarige leeftijd.